# Aung Ko
Aung Ko est un nom birman ; les principes des noms et prénoms ne s'appliquent pas ; U et Daw sont des titres de respect.
U Aung Ko (né le 18 octobre 1939 en Birmanie,) est un professeur et acteur birman. 

## Biographie
Aung Ko a fait ses études à Rangoun au début des années 1960. Il a été membre du parti communiste birman et a travaillé à l'Ambassade de France en Birmanie à temps partiel, ce qui lui a permis d'étudier quelques années à la Sorbonne. Il est rentré en Birmanie pour y exercer le métier d'instituteur, mais en 1975, il décide de regagner Paris avec son épouse française, en raison de l'évolution politique de son pays. Aung Ko vit à Paris, où il est traducteur et enseigne les langues. Il aide les étudiants birmans réfugiés en Europe et participe au mouvement pour la démocratie en Birmanie. Il est le représentant en France du Conseil national de l'Union de Birmanie (CNUB). 
Il a joué le deuxième rôle du film de John Boorman Rangoon, le professeur dissident qui fait découvrir le drame de la Birmanie à Laura Bowman interprété par Patricia Arquette.  